# Sífutás az 1960. évi téli olimpiai játékokon
Az 1960. évi téli olimpiai játékokon a sífutás versenyszámait Squaw Valleyben rendezték február 19. és 25. között.

## Részt vevő nemzetek
A versenyeken 19 nemzet 112 sportolója vett részt.
- Argentína (ARG) (1)
- Ausztrália (AUS) (1)
- Bulgária (BUL) (4)
- Csehszlovákia (TCH) (1)
- Dél-Korea (KOR) (1)
- Egyesült Államok (USA) (10)
- Finnország (FIN) (12)
- Franciaország (FRA) (4)
- Japán (JPN) (4)
- Kanada (CAN) (2)
- Lengyelország (POL) (9)
- Magyarország (HUN) (2)
- Nagy-Britannia (GBR) (3)
- Egyesült Német Csapat (EUA) (14)
- Norvégia (NOR) (7)
- Olaszország (ITA) (9)
- Svájc (SUI) (5)
- Svédország (SWE) (12)
- Szovjetunió (URS) (11)

## Éremtáblázat
(Az egyes számoszlopok legmagasabb értéke, vagy értékei vastagítással kiemelve.)
| Az 1960. évi téli olimpiai játékok éremtáblázata sífutásban | Az 1960. évi téli olimpiai játékok éremtáblázata sífutásban | Az 1960. évi téli olimpiai játékok éremtáblázata sífutásban | Az 1960. évi téli olimpiai játékok éremtáblázata sífutásban | Az 1960. évi téli olimpiai játékok éremtáblázata sífutásban | Olimpia  |
| ----------------------------------------------------------- | ----------------------------------------------------------- | ----------------------------------------------------------- | ----------------------------------------------------------- | ----------------------------------------------------------- | -------- |
|                                                             | Ország                                                      | Arany                                                       | Ezüst                                                       | Bronz                                                       | Összesen |
| 1.                                                          | Svédország (SWE)                                            | 2                                                           | 2                                                           | 1                                                           | 5        |
| 2.                                                          | Finnország (FIN)                                            | 2                                                           | 1                                                           | 2                                                           | 5        |
| 3.                                                          | Szovjetunió (URS)                                           | 1                                                           | 2                                                           | 3                                                           | 6        |
| 4.                                                          | Norvégia (NOR)                                              | 1                                                           | 1                                                           | 0                                                           | 2        |
|                                                             |                                                             |                                                             |                                                             |                                                             |          |
| Összesen                                                    | Összesen                                                    | 6                                                           | 6                                                           | 6                                                           | 18       |

## Érmesek

### Férfi
| Az 1960. évi téli olimpiai játékok érmesei férfi sífutásban |                                                                                       |           |                                                                                      |           |                                                                                                   |           |
| Versenyszám                                                 | Arany                                                                                 | Arany     | Ezüst                                                                                | Ezüst     | Bronz                                                                                             | Bronz     |
| 15 km                                                       | Håkon Brusveen · Norvégia (NOR)                                                       | 51:55,5   | Sixten Jernberg · Svédország (SWE)                                                   | 51:58,6   | Veikko Hakulinen · Finnország (FIN)                                                               | 52:03,0   |
| 30 km                                                       | Sixten Jernberg · Svédország (SWE)                                                    | 1:51:03,9 | Rolf Rämgård · Svédország (SWE)                                                      | 1:51:16,9 | Nyikolaj Anyikin · Szovjetunió (URS)                                                              | 1:52:28,2 |
| 50 km                                                       | Kalevi Hämäläinen · Finnország (FIN)                                                  | 2:59:06,3 | Veikko Hakulinen · Finnország (FIN)                                                  | 2:59:26,7 | Rolf Rämgård · Svédország (SWE)                                                                   | 3:02:46,7 |
| 4 × 10 km, váltó                                            | Finnország (FIN) · Toimi Alatalo · Eero Mäntyranta · Väinö Huhtala · Veikko Hakulinen | 2:18:45,6 | Norvégia (NOR) · Harald Grønningen · Hallgeir Brenden · Einar Østby · Håkon Brusveen | 2:18:46,4 | Szovjetunió (URS) · Anatolij Seljuhin · Gennagyij Vaganov · Alekszej Kuznyecov · Nyikolaj Anyikin | 2:21:21,6 |

### Női
| Az 1960. évi téli olimpiai játékok érmesei női sífutásban |                                                                                |           |                                                                          |           |                                                                      |           |
| Versenyszám                                               | Arany                                                                          | Arany     | Ezüst                                                                    | Ezüst     | Bronz                                                                | Bronz     |
| 10 km                                                     | Marija Guszakova · Szovjetunió (URS)                                           | 39:46,6   | Ljubov Kozireva · Szovjetunió (URS)                                      | 40:04,2   | Ragyja Jerosina · Szovjetunió (URS)                                  | 40:06,0   |
| 3 × 5 km, váltó                                           | Svédország (SWE) · Irma Johansson · Britt Strandberg · Sonja Edström-Ruthström | 1:04:21,4 | Szovjetunió (URS) · Ragyja Jerosina · Marija Guszakova · Ljubov Kozireva | 1:05:02,6 | Finnország (FIN) · Siiri J. Rantanen · Eeva Ruoppa · Toini K. Poysti | 1:06:27,5 |